# Waterloo Lily
Waterloo Lily è il quarto album della progressive band inglese Caravan, capostipite della corrente melodica della scena di Canterbury. Fu pubblicato nel maggio 1972 dalla Deram, un'affiliata della Decca.

## Il disco
La sostituzione del tastierista David Sinclair - uscito dal gruppo per unirsi ai Matching Mole di Robert Wyatt - con l'ex Delivery Steve Miller avvicina il suono dell'album al jazz-rock di quel periodo. Le atmosfere da fiaba dei precedenti lavori dei Caravan risultano rarefatte dagli originali spunti jazz di Miller ma se ne trovano tracce importanti in diversi brani come nelle lunghe suite - un classico del genere progressive - che caratterizzano il disco, in particolare nella famosa The Love in Your Eye.
Waterloo Lily è quindi un album di transizione in cui emergono i diversi orientamenti dei componenti del gruppo, in particolare quello pop-rock di Pye Hastings e quello jazz di Richard Sinclair, che aveva invitato Steve Miller confidando in un nuovo corso musicale dei Caravan. Il risultato fu un evidente calo nelle vendite rispetto ai primi dischi del gruppo. Durante i concerti estivi che seguirono la pubblicazione, le divergenze sull'indirizzo musicale da prendere si acuirono e Sinclair, ritenendo che rimanere legati al pop-rock stesse diventando un fatto commerciale, lasciò i Caravan per provare nuove esperienze e in autunno formò gli Hatfield and the North.

## Tracce
Lato A
1. Waterloo Lily – 6:48 (R. Coughlan, P. Hastings, R. Sinclair)
2. Nothing at All / It's Coming Soon / Nothing at All (reprise) – 10:23 – Nothing at All (R. Coughlan, P. Hastings, R. Sinclair) / It's Coming Soon (S. Miller) / Nothing at All (reprise) (R. Coughlan, P. Hastings, R. Sinclair)
3. Songs and Signs – 3:40 (S. Miller)

Lato B
1. Aristocracy – 3:03 (R. Coughlan, P. Hastings, R. Sinclair)
2. The Love in Your Eye / To Catch Me a Brother / Subsultus / Debouchement / Tilbury Kecks – 12:32 (R. Coughlan, P. Hastings, R. Sinclair)
3. The World is Yours – 3:40 (R. Coughlan, P. Hastings, R. Sinclair)

Tracce inedite incluse nella rimasterizzazione su CD del 2001
I brani 7 e 8 furono registrati dal solo Pye Hastings (voce e chitarra acustica) ai Decca Studios di West Hampstead nel giugno 1971; i brani 9 e 10 furono registrati ai Decca Studios di Tollington Park nel novembre 1971 durante le sessioni dei brani originali dell'album.
1. Pye's June Thing – 2:58 (P. Hastings)
2. Ferdinand – 2:57 (P. Hastings)
3. Looking Left, Looking Right – 7:00 (P. Hastings)
4. Pye's Loop – 1:21 (P. Hastings)

## Formazione
- Pye Hastings - chitarre acustiche, chitarre elettriche e voce
- Steve Miller - piano elettrico, organo e clavicembalo elettrico (tutti i brani eccetto 7 e 8)
- Richard Sinclair - basso e voce (tutti i brani eccetto 7 e 8)
- Richard Coughlan - batteria e percussioni (tutti i brani eccetto 7 e 8)

Ospiti
- Lol Coxhill - sax soprano (1, 2)
- Phil Miller - 2ª chitarra solista (2)
- Jimmy Hastings - flauto e sax tenore (5)
- Mike Cotton  - tromba (5)
- Barry Robinson - oboe (5)
- Colin Fletcher - arrangiamento dell'orchestra di archi (